# برج رحال
برج رحال (به عربی: برج رحال) یک منطقهٔ مسکونی در لبنان است که در شهرستان صور واقع شده‌است.